# Paramongaia superba
Paramongaia superba är en amaryllisväxtart som beskrevs av Pierfelice Ravenna. Paramongaia superba ingår i släktet Paramongaia och familjen amaryllisväxter.
Artens utbredningsområde är Bolivia. Inga underarter finns listade i Catalogue of Life.